# فرودگاه یامبورگ
فرودگاه یامبورگ (به روسی: Ямбург) فرودگاهی عمومی واقع در یامبورگ یامالو-ننتس در کشور روسیه است که توسط Gazpromavia اداره می‌شود.

## شرکت‌های هواپیمایی و مقصدهای پروازی
| شرکت‌های هواپیمایی | مقصدهای پروازی                            |
| ----------------- | ----------------------------------------- |
| Gazpromavia       | بلگورود، پاشکوفسکی، ونوکووا، رسچینو، اوفا |